# Pöbenhausen
Pöbenhausen ist ein Ortsteil der Gemeinde Aiglsbach im niederbayerischen Landkreis Kelheim.

## Geographie
Das Kirchdorf liegt circa zwei Kilometer südlich von Aiglsbach und ist über die Kreisstraße KEH 31 zu erreichen.

## Geschichte
Im Zuge der Gebietsreform in Bayern wurde die Gemeinde Oberpindhart mit dem Gemeindeteil Pöbenhausen am 1. Januar 1972 in die Gemeinde Aiglsbach eingegliedert.

## Sehenswürdigkeiten

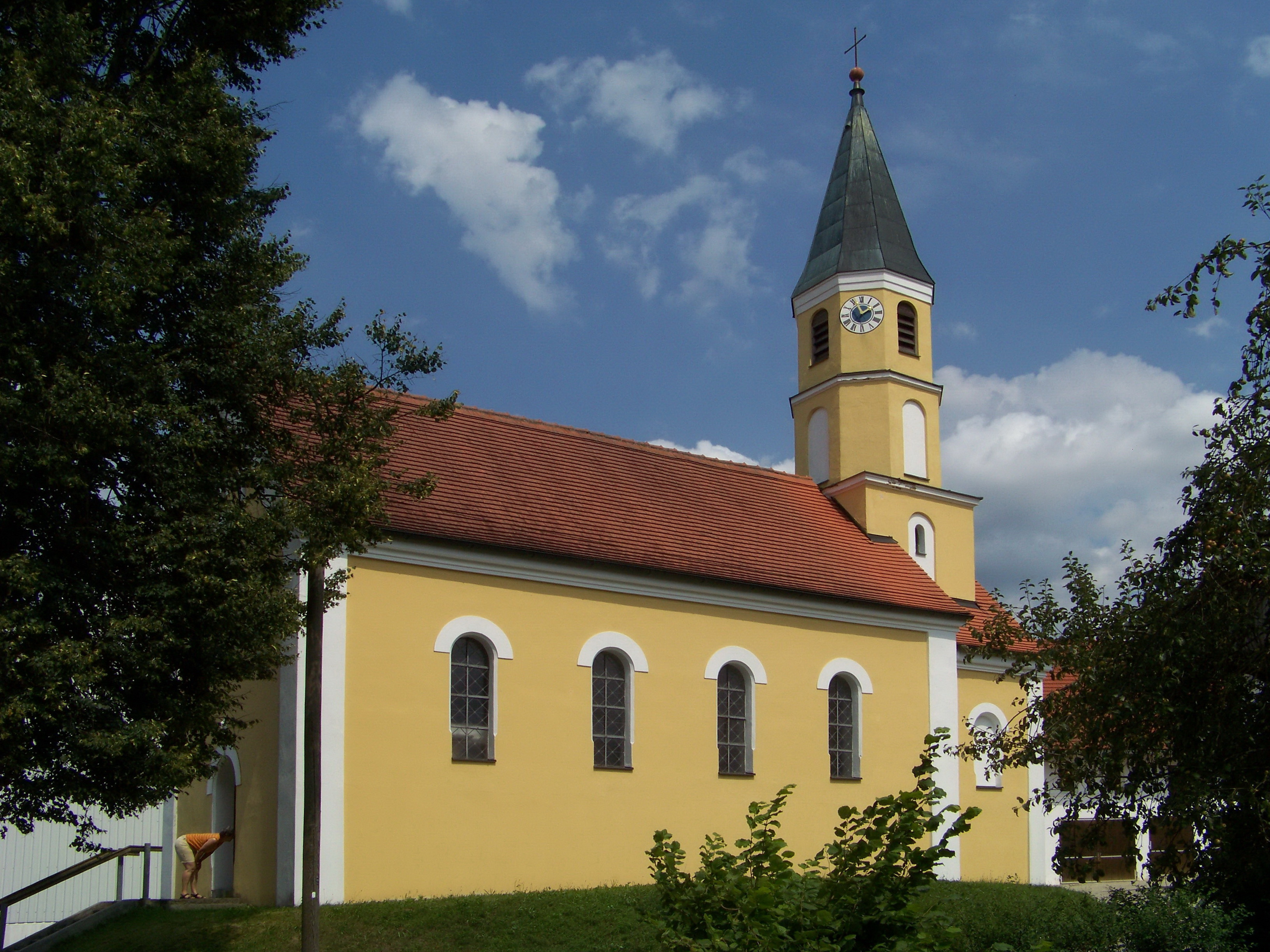
Kirche St. Martin

- Katholische Kirche St. Martin